# Домбаровски
Домбаровски е база за изстрелване на междуконтинентални балистични ракети (МКБР), намираща се в Оренбургска област в Русия.
На 22 декември 2004 г.въоръжените сили на Руската федерация провеждат тестово изстрелване на ракетата Р-36 до полусостров Камчатка.
Космодрумът се използва от международната космическа компания „Космотрас“ за комерсиални изстрелвания на ракети „Днепър“. По-важни товари, изведени от „Днепър“:
- 12 юли 2006 – „Дженезис“ I
- 28 юни 2007 – „Дженезис II“